# Жуан Ортіс
Хуліо Жуан Ортіс (ісп. Julio Joao Ortiz, нар. 1 травня 1996, Есмеральдас) — еквадорський футболіст, півзахисник клубу МЛС «Портленд Тімберз» та національної збірної Еквадору. 
Виступав також за низку еквадорських клубів. Володар Південноамериканського кубка. Переможець Рекопи Південної Америки.

## Клубна кар'єра
Жуан Ортіс народився 1 травня 1996 року в місті Есмеральдас. Розпочав займатися футболом у юнацькій команді клубу «Депортіво Ель Насьйональ», пізніше перейшов до юнацької команди клубу «Універсідад Католіка» (Кіто). У дорослому футболі дебютував 2014 року виступами за команду «Універсідад Католіка» (Кіто), за яку зіграв лише 1 матч, та перейшов до клубу «Сан-Антоніо». У цьому ж році клуб віддав Ортіса в оренду до уругвайського клубу «Пласа Колонія», а в 2016 році грав у оренді в клубі «Депортіво Кіто». У 2017 році футболіст грав у оренді в еквадорських клубах «Кумбая» і «Клан Ювеніль».
У 2018 році Жуан Ортіс став гравцем клубу «Депортіво Куенка», в якому грав до кінця 2019 року. У 2020—2021 роках футболіст грав у складі клубу «Дельфін». На початку 2022 року Ортіс грав у складі клубу «ЛДУ Кіто». Протягом 2022 року футболіст перейшов до клубу «Індепендьєнте дель Вальє». У складі команди став володарем Південноамериканського кубка і переможцем Рекопи Південної Америки. Станом на 30 жовтня 2024 року відіграв за команду із Санголкі 62 матчі в національному чемпіонаті.

## Виступи за збірну
У 2021 році Жуан Ортіс дебютував у складі національної збірної Еквадору. У складі збірної був учасником розіграшу Кубка Америки 2024 року у США. Станом на жовтень 2024 року зіграв у складі збірної 9 матчів, у яких забитими м'ячами не відзначився.

## Титули і досягнення
- Володар Південноамериканського кубка (1):

«Індепендьєнте дель Вальє»: 2022
- Переможець Рекопи Південної Америки (1):

«Індепендьєнте дель Вальє»: 2023